# Émile Fabre
Pour les articles homonymes, voir Fabre.
Émile Fabre (Metz, 24 mars 1869 - Saint-Mandé, 25 septembre 1955) est un auteur dramatique français. Il est administrateur général de la Comédie-Française de 1915 à 1936.

## Biographie
Émile Fabre naît à Metz le 24 mars 1869 peu avant l'annexion de la Moselle par l'Allemagne. Son père Louis-Emmanuel Fabre est artiste lyrique et sa mère Justine-Louise Doucet couturière.
Fabre devient administrateur général de la Comédie-Française le 2 février 1915. Il le reste jusqu'en 1936. Il est un des partisans enthousiaste du Théâtre-Libre, où il fait jouer sa pièce l'Argent (1895). Ses œuvres socio-politiques, empruntées à l'Antiquité grecque (Timon d'Athènes, 1899) ou à la vie contemporaine : Les Ventres dorés, 1905, La Maison d'argile, 1907, Un Grand bourgeois, 1914, ont conservé toute leur valeur de témoignage.
Également metteur en scène, Fabre a adapté notamment Un ménage de garçon d'après Balzac, en 1903, au Théâtre de l'Odéon. Il a adapté également La Rabouilleuse en 1939 à la Comédie-Française, une pièce qui connait de nombreuses reprises. En 1943, pour le centenaire de la Comédie humaine, Émile Fabre met en scène Vidocq chez Balzac, avec André Brunot dans le rôle du romancier.
Émile Fabre meurt à l'hôpital privé Jeanne d'Arc à Saint-Mandé (actuel Val-de-Marne) le 25 septembre 1955. Il est inhumé au cimetière du Père-Lachaise (89e division).
Fait chevalier de la Légion d'honneur en 1904, les insignes lui sont remis par Ludovic Halévy le 29 février 1904 ; il est ensuite promu officier en 1913 et décoré par Paul Hervieu le 14 février 1913, enfin promu commandeur de la Légion d'honneur en 1920 et décoré par l'amiral François-Ernest Fournier le 21 octobre 1920.

## Auteur
- L'Argent (1895)
- Timon d'Athènes (1899)
- La Vie publique (1902)
- Les Ventres dorés (1905)
- La Maison d'argile (1907)
- Les Vainqueurs (1908)
- Les Sauterelles (1911)
- Un grand bourgeois, pièce en trois actes (La Petite Illustration, 21 mars 1914)
- Les Cadeaux de Noël (1916)
- La Maison sous l'orage (1920)
- Vidocq chez Balzac

Adaptation
- La Rabouilleuse d'après Honoré de Balzac, (1903)
- César Birotteau d'après Honoré de Balzac, (1910)

## Metteur en scène
- 1920 : Barberine d'Alfred de Musset, Comédie-Française
- 1930 : Le Carrosse du Saint-Sacrement de Prosper Mérimée, Comédie-Française
- 1930 : Les Trois Henry d'André Lang, Comédie-Française
- 1930 : La Révolte de Villiers de l'Isle-Adam, Comédie-Française
- 1932 : La Navette d'Henry Becque, Comédie-Française
- 1933 : La Tragédie de Coriolan de William Shakespeare, Comédie-Française
- 1934 : L'Otage de Paul Claudel, Comédie-Française
- 1934 : Martine de Jean-Jacques Bernard, Comédie-Française
- 1935 : Lucrèce Borgia de Victor Hugo, Comédie-Française
- 1936 : La Rabouilleuse d'Émile Fabre d'après Honoré de Balzac, Comédie-Française
- 1943 : Vidocq chez Balzac d'Émile Fabre d'après Honoré de Balzac, Comédie-Française

## Scénariste
- 1944 : La Rabouilleuse de Fernand Rivers

## Distinctions
- 1902 : prix Capuran de l'Académie française pour La Vie publique
- 1914 : prix Alfred-Née de l’Académie française